# Yasha
Yasha (夜叉 ?) è in origine uno shōjo manga di Akimi Yoshida (la stessa autrice di Banana Fish) pubblicato a partire dal 1996. In Italia è stato pubblicato nel 2023 da Panini Comics sotto l'etichetta Planet Manga.
Ne è stato tratto un dorama primaverile in 11 puntate di TV Asahi mandato in onda nel 2000.

## Trama
Sei e Rin sono gemelli: per questo condividono un genoma unico al mondo, frutto di un esperimento di manipolazione del DNA che cercava di creare la razza perfetta. I loro sensi, la loro intelligenza, la loro forza fisica... nessun homo sapiens può competere con loro.
Dopo essere stati divisi al momento della nascita sono stati tenuti all'oscuro del loro legame e sono cresciuti in ambienti diversi: Sei è vissuto nel calore di una famiglia palliativa e di amici fedeli, Rin nell'asettica freddezza di un padre votato soltanto alla scienza; Sei ha conosciuto l'amore, Rin soltanto la solitudine dell'essere trattato come una cavia da laboratorio.
Chiamato in Giappone per studiare un focolaio di pandemia, Sei - che ormai è diventato un acclamato biochimico in America - verrà a conoscenza dell'esistenza di Rin. Ciò che non sa è che la linea che divide il bene dal male è molto meno sottile di quanto sembra. Non tutti saprebbero scegliere tra il bene di chi amano e il richiamo del proprio sangue.
Nessuno nasce cattivo. Tantomeno Rin.